# 31. pehotna divizija (ZDA)
Za druge 31. divizije glejte 31. divizija.
31. pehotna divizija (izvirno angleško 31st Infantry Division) je bila pehotna divizija Kopenske vojske ZDA.

## Zgodovina
Divizija je bila prvotno sestavljena iz prebivalcev Georgie, Alabame in Floride.